# Epeolus gianellii
Epeolus gianellii är en biart som beskrevs av Giovanni Gribodo 1894.
Epeolus gianellii ingår i släktet filtbin och familjen långtungebin. Inga underarter finns listade i Catalogue of Life.